# Billy Drago
William Eugene Burrows (n. 18 iulie 1946, Hugoton⁠(d), Kansas, SUA – d. 24 iunie 2019, Los Angeles, California, SUA), cunoscut sub numele de scenă Billy Drago, a fost un actor american de televiziune și film. Cele mai cunoscute filme ale sale au fost filmul western Călărețul palid al lui Clint Eastwood și Incoruptibilii al lui Brian De Palma. De asemenea, a avut roluri episodice în serialele de televiziune Aventurile lui Brisco County Jr.⁠(d) și Farmece.

## Biografie
Burrows s-a născut în Hugoton, Kansas⁠(d), fiul lui William Franklin Burrows Jr. și al lui Gladys Marie Wilcox (1918–1990) la 30 noiembrie 1945. Era de origine romă pe partea mamei, iar pe partea tatălui era amerindian. Ulterior, a adoptat numele de fată al bunicii sale „Drago” pentru a nu fi confundat cu un alt actor. În copilărie, părinții săi îl lăsau la cinematograful din orașul natal.
După liceu, acesta a fost jurnalist pentru Associated Press, iar mai târziu a devenit cunoscut ca personalitate radio, ajungând în Canada și apoi la New York. Și-a petrecut o scurtă perioadă de timp într-un grup de teatru ambulant, iar apoi a fost cascador la Boot Hill⁠(d) din Dodge City, Kansas⁠(d). Ulterior, s-a înscris la Universitatea din Kansas⁠(d); după ce și-a încheiat studiile, a semnat un contract cu o companie de actorie.

## Cariera
Drago și-a început cariera de actor în 1979. Primele sale filme au fost No Other Love, Windwalker⁠(d) și Cutter si Bone⁠(d). A primit roluri episodice în numeroase seriale de televiziune, inclusiv în Hill Street Blues⁠(d), Maddie și David, Walker, polițist texan și Trapper John, M.D.⁠(d).
Rolul care i-a adus faima internațională a fost cel al gangsterului Frank Nitti⁠(d) în filmul de succes Incoruptibilii (1987) al lui Brian De Palma. Acesta a apărut în serialul Dosarele X și a avut un rol episodic - banditul John Bly - în The Adventures of Brisco County, Jr.
În 1999, a început să-l interpreteze pe demonul Barbas⁠(d) în serialul WB Farmece. Barbas urma să fie doar un personaj episodic în „From Fear to Eternity”, dar s-a dovedit atât de popular printre fani încât a apărut în cele din urmă în cinci dintre cele opt sezoane ale serialului.
Drago a apărut în videoclipul muzical al lui Michael Jackson din 2001 - „You Rock My World”. și a interpretat un străin misterios în videoclipul muzical „Silent Running (On Dangerous Ground)⁠(d)” al formației Mike and the Mechanics⁠(d). Alte proiecte importante au inclus Misterele tinereții (2004), Călărețul palid, remake-ul Dealuri însângerate, Low Down⁠(d) și episodul „Imprint⁠(d)” al serialului Masters of Horror (nedifuzat în Statele Unite din cauza „conținutului tulburător”).

## Viața personală și moartea
Drago a fost căsătorit cu actrița Silvana Gallardo⁠(d) din 1980 până la moartea acesteia în 2012. Cuplul a avut doi fii: Derrick Burrows și Darren E. Burrows⁠(d). Acesta a murit la vârsta de 73 de ani pe 24 iunie 2019 în Los Angeles din cauza unor complicații suferite ca urmare a unui accident vascular cerebral.

## Filmografie
| An        | Titlu                                   | Rol                            | Note                           |
| --------- | --------------------------------------- | ------------------------------ | ------------------------------ |
| 1979      | The Chisholms                           | Teetontah / Teetonkah          | Miniserie                      |
| 1979      | No Other Love                           | Brian                          | Film de televiziune            |
| 1980      | Windwalker                              | Crow Scout                     |                                |
| 1981      | Cutter's Way                            | Garbage Man                    |                                |
| 1982      | Johnny Belinda                          | Cutter                         | Film de televiziune            |
| 1984      | Hunter                                  | Roscoe Ganther                 | Episodul: Pen "Pals"           |
| 1985      | Pale Rider                              | Deputy Mather                  |                                |
| 1985      | Invasion U.S.A.                         | Mickey                         |                                |
| 1985      | Moonlighting                            | Gangster In Leather Coat       | Episodul: "My Fair David"      |
| 1986      | Hunter                                  | LeClair                        | Episodul: "War Zone"           |
| 1986      | North and South, Book II                | 'Rat'                          | Miniserie                      |
| 1986      | Vamp                                    | 'Snow'                         |                                |
| 1986      | Hunter's Blood                          | 'Snake'                        |                                |
| 1987      | In Self Defense                         | Edward Reeves                  | Film de televiziune            |
| 1987      | The Untouchables                        | Frank Nitti                    |                                |
| 1987      | Banzai Runner                           | Syszek                         |                                |
| 1988      | Hero and the Terror                     | Dr. Highwater                  |                                |
| 1988      | Freeway                                 | Edward Anthony Heller          |                                |
| 1988      | Dark Before Dawn                        | Cabalista Leader               |                                |
| 1988      | Friday the 13th: the Series             | Edgar Van Horne                | Episodul: "Read My Lips"       |
| 1989      | True Blood                              | Billy 'Spider' Masters         |                                |
| 1989      | China White                             | Scalia                         |                                |
| 1989      | Prime Suspect                           | Cyril                          |                                |
| 1990      | Delta Force 2: The Colombian Connection | Ramon Cota                     |                                |
| 1991      | Diplomatic Immunity                     | 'Cowboy'                       |                                |
| 1991      | Martial Law 2: Undercover               | Captain Krantz                 |                                |
| 1992      | Secret Games                            | Mark Langford                  |                                |
| 1992      | Death Ring                              | Danton Vachs                   |                                |
| 1992      | Guncrazy                                | Hank Fulton                    |                                |
| 1993      | Lady Dragon                             | Diego                          |                                |
| 1993      | The Outfit                              | 'Lucky' Luciano                |                                |
| 1993      | Deadly Heroes                           | Jose Maria Carlos              |                                |
| 1993      | Cyborg 2                                | Danny Bench                    |                                |
| 1993–1994 | The Adventures of Brisco County, Jr.    | John Bly                       | Serial TV, 6 episoade          |
| 1994      | Never Say Die                           | Reverend James                 |                                |
| 1994      | The Takeover                            | Daniel Stein                   |                                |
| 1995      | Lunarcop                                | Kay                            |                                |
| 1995      | Phoenix                                 | Kilgore                        |                                |
| 1995      | Mirror, Mirror III: The Voyeur          | Anthony                        |                                |
| 1995      | Drifting School                         | Thomas King                    |                                |
| 1996      | Blood Money                             | Agent Pierce                   |                                |
| 1996      | Mad Dog Time                            | Wells                          |                                |
| 1996      | Sci-Fighters                            | Adrian Dunn                    |                                |
| 1996      | Blue Devil, Blue Devil                  | Macintower                     |                                |
| 1997      | Assault on Devil's Island               | Carlos Gallindo                |                                |
| 1997      | Convict 762                             | Mannix                         |                                |
| 1997      | A Doll in the Dark                      | Keith                          |                                |
| 1998      | Monkey Business                         | Branson                        |                                |
| 1999      | Soccer Dog: The Movie                   | Damon Fleming, The Dog Catcher |                                |
| 1999      | Lima: Breaking the Silence              | General Monticito Frantacino   |                                |
| 1999–2004 | Charmed                                 | Barbas                         | Serial TV, 6 episoade          |
| 2000      | The X-Files                             | Orel Peattie                   | Episodul: "Theef"              |
| 2000      | Very Mean Men                           | Dante                          |                                |
| 2000      | Mirror, Mirror IV: Reflection           | Frederick Champion             |                                |
| 2001      | Death Game                              | 'Shakes' Montrose              |                                |
| 2002      | Desert Rose                             | Unknown                        |                                |
| 2002      | The Circuit                             | Lenny                          |                                |
| 2002      | Welcome to America                      | Crazy Old Man                  |                                |
| 2004      | Tremors 4: The Legend Begins            | 'Black Hand' Kelly             |                                |
| 2004      | Fort Doom                               | Mr. Fallow                     |                                |
| 2004      | Mysterious Skin                         | Zeke                           |                                |
| 2005      | Demon Hunter                            | Asmodeus                       |                                |
| 2005      | Blood Relic                             | Harry                          |                                |
| 2006      | Masters of Horror                       | Christopher                    | Episodul: "Imprint"            |
| 2006      | Seven Mummies                           | Drake                          |                                |
| 2006      | The Hills Have Eyes                     | Papa Jupiter                   |                                |
| 2006      | Soul Searchers                          | Unknown                        |                                |
| 2006      | Lime Salted Love                        | Zephyr's Stepdad               |                                |
| 2007      | El Muerto                               | The Old Indian                 |                                |
| 2007      | Moving McAllister                       | The Lady                       |                                |
| 2007      | Revamped                                | Vladimus                       |                                |
| 2007      | Zombie Hunters                          | Dr. Frankfurt                  |                                |
| 2008      | Supernatural                            | 'Doc' Benton                   | Episodul: "Time Is on My Side" |
| 2008      | Copperhead                              | Jesse Evans                    | Film de televiziune            |
| 2008      | Rounds                                  | Edward                         |                                |
| 2009      | Dark Moon Rising                        | Thibodeaux                     |                                |
| 2009      | Ghost Town                              | Reb Halland                    | Film de televiziune            |
| 2009      | The Ritual                              | The Man In Black               |                                |
| 2010      | Downstream                              | Edward                         |                                |
| 2011      | Children of the Corn: Genesis           | Preacher                       |                                |
| 2011      | Balls to the Wall                       | Belthagor                      |                                |
| 2013      | Night of the Templar                    | Shauna, The Chef               |                                |
| 2014      | Low Down                                | Lew                            |                                |
| 2014      | The Dance                               | The Stranger                   | Rol final de film              |